# 攣鞮氏
攣鞮氏，也写作虚连题氏，匈奴单于出身的氏族，為匈奴单于以及其诸王氏族，單于及二十四長中的左賢王、右賢王、左谷蠡王、右谷蠡王、左右日逐王、左右温禺鞮王、左右漸將王皆出身於此氏族，依序有單于的繼承權。
頭曼單于、冒頓單于及其後裔皆出身於此。司马迁在《史记·匈奴传》记载的传说历史“自淳维以至头曼千有馀岁”指的就是匈奴的攣鞮氏。

## 匈奴外戚氏族
攣鞮氏與大氏族呼衍氏、須卜氏、蘭氏、丘林氏互相聯姻，共同統治控制匈奴，大氏族有聽訟斷獄之權。南匈奴的屠各部為其分支。

## 后裔
包括赫連氏、獨孤氏等皆為他們後代。與漢朝聯姻之後，也以漢姓劉當作他們的姓氏。

## 拟音和语音研究
薛宗正與烏拉其圖皆認為攣鞮氏與賀蘭部有關，有共同先祖。
韦兰海和李辉运用不同史料证明，词首的*h-会发生脱落，因此“挛鞮”*lyuan-tlïγ来自更早的“虚连题”*Hala-yundluγ。该词词根为*hala“彩”+*yund“马”+*-luγ（分词后缀），在早期突厥语中可能意为“白花斑马部落”，与贺兰部有关。作者认为，这支部落即延陀部，在4世纪被薛部征服，成为了薛延陀。
俄罗斯学者安娜·德博则推测，“攣鞮”当拟作*r(h)wan-de，是从中古伊朗语东部方言中借来的，源语言接近于于阗塞语，可能就是runde，即rre的复数形式，来自*rwant-“王”。
除挛鞮外，呼延、须卜、丘林和兰氏也属于匈奴贵族。学者王鹏林认为兰氏和挛鞮是同一词的两个变体。